# 3579 Rockholt
A 3579 Rockholt (ideiglenes jelöléssel 1977 YA) a Naprendszer kisbolygóövében található aszteroida. Lovas Miklós fedezte fel 1977. december 18-án.